# Claude de Ferrière
Claude de Ferrière (Parigi, 6 febbraio 1639 – Reims, 11 maggio 1715) è stato un giurista francese.
Docente all'università di Reims, lavorò per lungo tempo come avvocato al parlamento francese. Tradusse le Institutiones di Giustiniano in lingua francese.